# لانتانا قليلة الأزهار
لانتانا قليلة الأزهار (الاسم العلمي: Lantana pauciflora) هي نوع نباتي يتبع جنس اللانتانا من فصيلة اللويزية.